# 鶴川站
鶴川站（日语：／ Tsurukawa eki */?）是一個位於東京都町田市能谷一丁目，屬於小田急電鐵小田原線的鐵路車站。車站編號是OH 25。
本站是町田市東邊的玄關口。

## 歷史
- 1927年（昭和2年）4月1日：開業。為「直通」班次停靠站。
- 1937年（昭和12年）9月1日：僅停靠小田原站方向「直通」班次（往片瀨江之島站「直通」班次通過）。
- 1945年（昭和20年）6月：各站停車延伸至全線，為各站停車停靠站。同時廢止「直通」班次。
- 1946年（昭和21年）10月1日：增加準急班次，為其停靠站。
- 1948年（昭和23年）9月：增加櫻準急班次，為其停靠站。
- 1960年（昭和35年）3月25日：增加通勤準急班次，為其停靠站。
- 1964年（昭和39年）11月5日：增加快速準急班次，為其假日停靠站（兒童國遊客的臨時停車）。
- 1977年（昭和52年）11月21日：3號月台（待避線）啟用。
- 2004年（平成16年）12月11日：增加區間準急班次，為其停靠站。

### 站名由來
來自於1958年與町田市合併的鶴川村。

## 車站構造

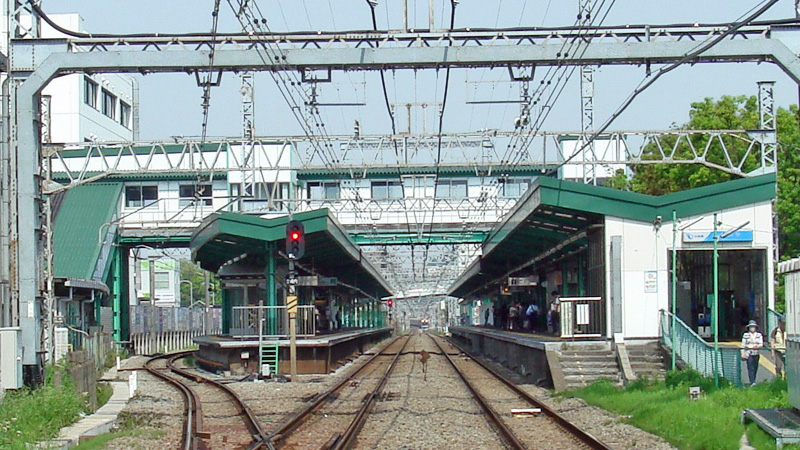
站內（右起為1～3號月台）（2010年5月）

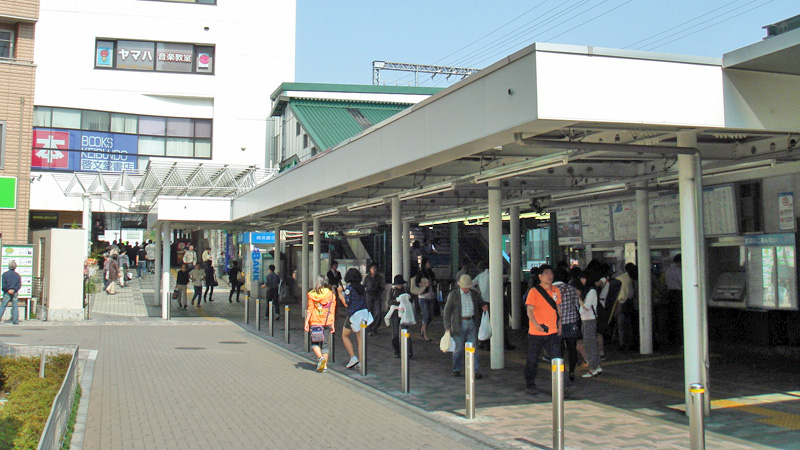
北口剪票口（2010年5月）

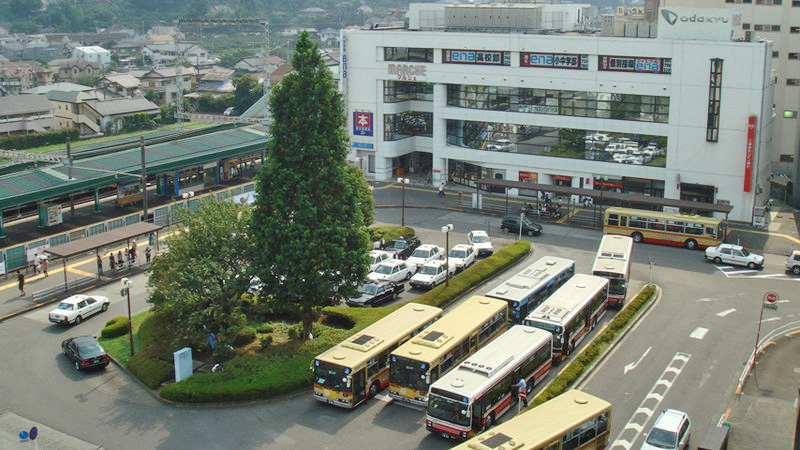
北口東側圓環（2010年5月）

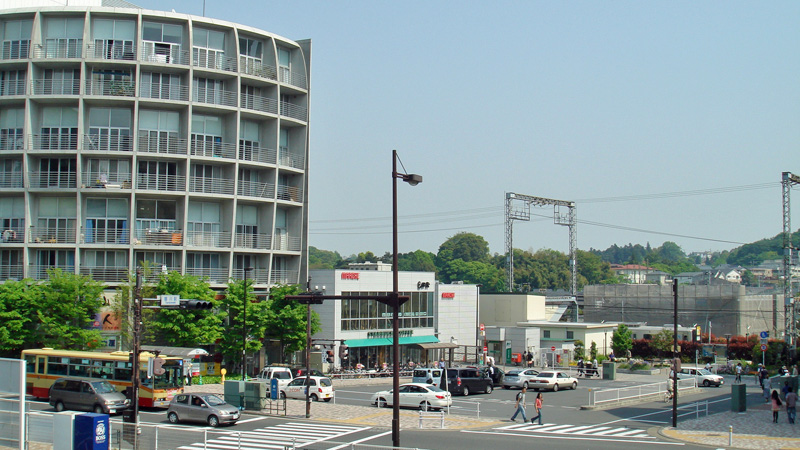
北口西側圓環（2010年5月）

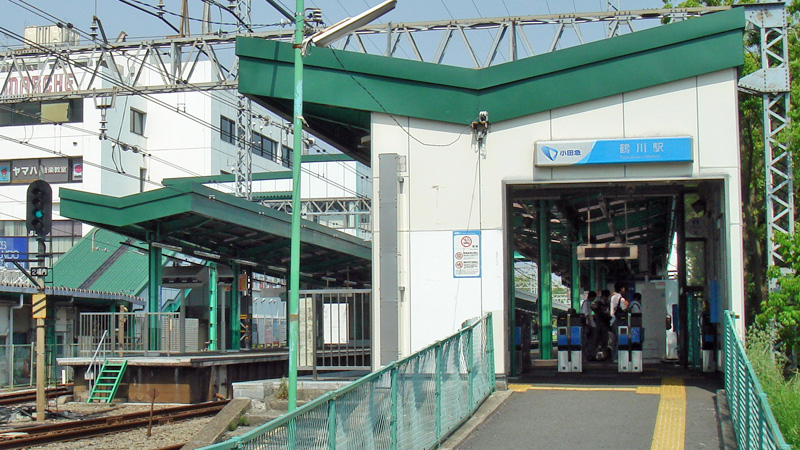
南口剪票口（2010年5月）

本站是島式月台1面2線、側式月台1面1線，共2面3線地面車站。上行線有待避設備，早晨尖峰時刻的各站時刻、準急在本站待避急行班次。
站房位於鐵路北側，經由天橋連結月台。天橋設有電梯。
下行月台西端有無站員的南口剪票口，設有自動售票機、自動精算機、自動驗票閘門。
各月台皆有附有空調的候車室，廁所在北口。月台商店已在2018年10月閉店。

### 月台配置
| 月台 | 路線     | 方向 | 目的地                 |
| ---- | -------- | ---- | ---------------------- |
| 1    | 小田原線 | 下行 | 小田原、片瀨江之島方向 |
| 2・3 | 小田原線 | 上行 | 新宿、千代田線方向     |

上行線2號月台為主本線，3號月台為待避線。
在小田急與帝都高速度交通營團（現東京地下鐵）千代田線相互直通運轉時，準急列車改為10輛編組。待避線原先設在相鄰的柿生站（2面4線、上下線皆有待避線）。但因柿生站待避線僅能停靠8輛編組，並且用地狹窄難以改建，因此在本站新設待避設施。之後柿生站撤除待避線。

## 使用情況
2017年度1日平均上下車人次為69,141人，在小田急線全部70個車站當中排名16位，是小田急電鐵不停靠急行的車站中使用人次最高的車站。
近年1日平均上下車人次與上車人次變化如下表。
| 年度               | 1日平均 上下車人次 | 1日平均 上車人次 | 來源     |
| ------------------ | ------------------ | ---------------- | -------- |
| 1978年（昭和53年） |                    | 22,039           | [ * 1 ]  |
| 1979年（昭和54年） |                    | 22,484           | [ * 2 ]  |
| 1980年（昭和55年） |                    | 22,934           | [ * 3 ]  |
| 1981年（昭和56年） |                    | 23,364           | [ * 4 ]  |
| 1982年（昭和57年） |                    | 23,426           | [ * 5 ]  |
| 1983年（昭和58年） |                    | 23,929           | [ * 6 ]  |
| 1984年（昭和59年） |                    | 24,189           | [ * 7 ]  |
| 1985年（昭和60年） |                    | 24,786           | [ * 8 ]  |
| 1986年（昭和61年） |                    | 25,882           | [ * 9 ]  |
| 1987年（昭和62年） |                    | 26,877           | [ * 10 ] |
| 1988年（昭和63年） |                    | 28,142           | [ * 11 ] |
| 1989年（平成元年） |                    | 28,589           | [ * 12 ] |
| 1990年（平成02年） |                    | 29,482           | [ * 13 ] |
| 1991年（平成03年） |                    | 29,986           | [ * 14 ] |
| 1992年（平成04年） |                    | 30,586           | [ * 15 ] |
| 1993年（平成05年） |                    | 31,071           | [ * 16 ] |
| 1994年（平成06年） |                    | 31,266           | [ * 17 ] |
| 1995年（平成07年） |                    | 31,126           | [ * 18 ] |
| 1996年（平成08年） |                    | 31,167           | [ * 19 ] |
| 1997年（平成09年） |                    | 30,723           | [ * 20 ] |
| 1998年（平成10年） |                    | 30,956           | [ * 21 ] |
| 1999年（平成11年） |                    | 30,798           | [ * 22 ] |
| 2000年（平成12年） |                    | 30,789           | [ * 23 ] |
| 2001年（平成13年） |                    | 31,060           | [ * 24 ] |
| 2002年（平成14年） | 62,162             | 31,444           | [ * 25 ] |
| 2003年（平成15年） | 63,734             | 32,230           | [ * 26 ] |
| 2004年（平成16年） | 64,881             | 32,885           | [ * 27 ] |
| 2005年（平成17年） | 66,647             | 33,729           | [ * 28 ] |
| 2006年（平成18年） | 68,786             | 34,822           | [ * 29 ] |
| 2007年（平成19年） | 71,034             | 35,896           | [ * 30 ] |
| 2008年（平成20年） | 69,095             | 34,849           | [ * 31 ] |
| 2009年（平成21年） | 68,707             | 34,614           | [ * 32 ] |
| 2010年（平成22年） | 68,188             | 34,288           | [ * 33 ] |
| 2011年（平成23年） | 67,208             | 33,786           | [ * 34 ] |
| 2012年（平成24年） | 68,185             | 34,274           | [ * 35 ] |
| 2013年（平成25年） | 69,511             | 34,951           | [ * 36 ] |
| 2014年（平成26年） | 68,358             | 34,279           | [ * 37 ] |
| 2015年（平成27年） | 69,261             | 34,710           | [ * 38 ] |
| 2016年（平成28年） | 69,224             | 34,668           | [ * 39 ] |
| 2017年（平成29年） | 69,141             |                  |          |

## 車站周邊
車站北側的鶴川街道由於與交通量大的幹道交會，有交通堵塞的情形。2003年，車站北口附近的道路完成拓寬。
北口東側有巴士圓環、小田急Marche、停車場等。北口西側有計程車等待區、小田急Marche2～3等商業大樓與公寓。
車站南側還在開發階段，以住宅為主。

### 主要設施
- 和光大學（學校法人和光學園（日语：学校法人和光学園））
- 國士館大學町田校區
- 鶴川女子短期大學
- 和光大學Potpourri Hall鶴川
  - 町田市鶴川站前連絡所
  - 鶴川站前圖書館（日语：町田市立図書館）
- 町田市鶴川市民中心
- 鶴川圖書館（日语：町田市立図書館）
- 町田消防署（日语：町田消防署）鶴川出張所
- 鶴川郵便局（日语：鶴川郵便局）
- 鶴川站前郵便局

- 小田急Marche（日语：小田急マルシェ）鶴川1
- 小田急Marche鶴川2
- 小田急Marche鶴川3
- 町田警察署（日语：町田警察署）鶴川站前交番
- Odakyu OX
- 橫濱銀行
- 丸悅（日语：マルエツ）、野島電器（日语：ノジマ）
- TSUTAYA
- TBS綠山工作室（日语：緑山スタジオ・シティ）（橫濱市青葉區綠山）
- 兒童國（日语：こどもの国 (横浜市)）（橫濱市青葉區奈良町）
- 武相莊（日语：武相荘） - 白洲次郎、正子夫妻舊宅。
- 野津田陸上競技場（日语：野津田陸上競技場） - 町田澤維亞足球會主場。

## 巴士路線
本站可搭乘神奈川中央交通（町田營業所、多摩營業所、相模原營業所）與小田急巴士（町田營業所）的路線巴士。
0 - 4號乘車處與下車處在北口東側，5號乘車處與西口下車處在北口西側。
| 乘車處 | 系統 | 主要行經地       | 目的地                   | 業者            |
| ------ | ---- | ---------------- | ------------------------ | --------------- |
| 0號    | 町53 | 本町田           | 町田站                   | ■神奈中         |
| 0號    | 町52 | 金井             | 町田站                   | ■神奈中         |
| 0號    | 町54 | 金井、藤之台團地 | 町田站                   | ■神奈中         |
| 0號    | 町50 | 金井、藤之台團地 | 町田站（購物巴士）       | ■神奈中         |
| 0號    | 鶴37 | 圖師             | 淵野邊站北口（平日1班）  | ■神奈中         |
| 0號    | 淵24 | 圖師             | 淵野邊站北口（假日1班）  | ■神奈中         |
| 0號    | 鶴33 | 川島入口         | 野津田車庫               | ■神奈中         |
| 0號    | 鶴66 | 山王花園         | 野津田車庫               | ■神奈中         |
| 0號    | 鶴57 | 榛名坂之丘       | 藥師台中心               | ■神奈中         |
| 0號    | 淵24 |                  | 登戶（假日1班）          | ■神奈中         |
| 1號    | 鶴21 | 真光寺           | 若葉台站                 | ■神奈中         |
| 1號    | 鶴22 | 真光寺、若葉台站 | 調布站（假日1班）        | ■神奈中         |
| 1號    | 鶴23 |                  | 和光學園（平日1班）      | ■神奈中         |
| 1號    | 鶴23 | 急行             | 和光學園（平日）         | ■神奈中         |
| 1號    | 鶴25 |                  | 平和台循環               | ■神奈中         |
| 1號    | 鶴10 |                  | 千都之杜中央循環         | ■神奈中 ■小田急 |
| 2號    | 鶴13 | 六丁目           | 鶴川團地                 | ■神奈中 ■小田急 |
| 2號    | 鶴11 | 中心前           | 鶴川團地（有深夜巴士）   | ■神奈中 ■小田急 |
| 2號    | 町50 | 中心前           | 鶴川團地（購物巴士）     | ■神奈中         |
| 2號    | 鶴12 | 北迴             | 鶴川團地循環（全日1班）  | ■小田急         |
| 3號    | 鶴05 |                  | 兒童國（人潮多時）       | ■小田急         |
| 3號    | 鶴06 | 兒童國           | 三菱化學前（平日週六）   | ■小田急         |
| 3號    | 鶴07 | 兒童國           | 奈良北團地（有深夜巴士） | ■小田急         |
| 3號    | 鶴09 | 小鳥橋           | 奈良北團地               | ■小田急         |
| 4號    | 鶴01 |                  | 鶴川女子短期大學         | ■神奈中         |
| 4號    | 鶴08 |                  | 鶴川綠山住宅循環         | ■神奈中 ■小田急 |
| 4號    | 鶴26 |                  | 真光寺公園               | ■神奈中 ■小田急 |
| 5號    | 鶴31 |                  | 永山站                   | ■神奈中         |
| 5號    | 桜24 | 永山站           | 聖蹟櫻丘站               | ■神奈中         |
| 5號    | 多04 | 豐丘四丁目       | 多摩中心站               | ■神奈中         |
| 5號    | 鶴32 | 小野路           | 南野二丁目（平日1班）    | ■神奈中         |
| 5號    | 鶴32 | 小野路           | 多摩中心站               | ■神奈中         |
| 5號    | 町36 | 五反田、圖師     | 町田巴士中心             | ■神奈中         |
| 5號    | 直行 |                  | 野津田公園（比賽日）     | ■神奈中         |

西口下車處
- 中途下車處（鶴川站西口）

0號、1號、5號乘車處的巴士路線與町田巴士中心的町50系統
※2014年3月以前，5號乘車處系統（町36除外）以西口為終點站。
備考
- 2017年3月21日起，神奈川中央交通町田營業所、多摩營業所所轄路線改成後上前下的下車收費模式（整理券方式）。但鶴10系統與2號（町50系統除外）、3號、4號乘車處維持前上後下的上車收費模式（目的地申告方式）。
- 2017年3月20日以前的上下車方式如下。
  - 0號（淵24系統除外）與5號乘車處系統及鶴21、鶴22系統是前上前下的下車收費模式（整理券方式）。淵24系統是後上前下的下車收費模式（整理券方式）。
  - 鶴25系統是前上後下的上車收費模式（目的地申告方式）。
  - 行經和光學園（鶴21、鶴22系統除外）或國士館大學前的系統，平日早晨下行班次是採用後上前下的下車收費模式（乘車地申告方式）。
  - 町50、鶴21、鶴22系統原來採用前上後下的上車收費模式（目的地申告方式），2015年9月25日起改為前上前下的下車收費模式（整理券方式）。

## 相鄰車站
小田急電鐵
 小田原線

■快速急行、■急行
通過
□通勤準急、■準急、■各站停車（通勤準急僅上行、準急僅下行停車）
柿生（OH 24）－鶴川（OH 25）－玉川學園前（OH 26）

## 外部連結
- 鶴川 - 小田急電鐵